# Colour Me Wednesday
Colour Me Wednesday est un groupe pop indépendante / pop punk de l'ouest de Londres au Royaume-Uni, construit autour des sœurs Jen et Harriet Doveton. Le groupe est connu pour sa guitare pop mélodique, ses paroles politisées et sa méthode punk bricolage, notamment pour produire ses propres enregistrements, ses œuvres d'art et ses vidéos promotionnelles,.

## Biographie
Formé à Uxbridge en 2007, Colour Me Wednesday s'y produisait pour la première fois. Il s'y est installé en tant que groupe permanent en 2009, avec Danny Gardner à la basse et Sam Brackley à la batterie. Brackley avait déjà joué de la basse avec Helen Meragi à la batterie. Ils ont eux-mêmes enregistré et publié leur premier EP What to do in an Emergency cette année-là.
En 2010/2011, une série de vidéos YouTube auto-produites pour des morceaux de leur suite, Sampler EP, les a sensibilisées à une plus grande attention dans les milieux du punk bricolage et de l'indie pop,,,, et le groupe a été invité à jouer le festival Indietracks en 2012 et 2013.
En 2012, Carmela Pietrangelo (également de ¡Ay Carmela!) a rejoint le groupe en tant que nouvelle bassiste. En juin, le groupe a publié son premier single "Shut" sous forme de téléchargement numérique avec une vidéo d'accompagnement, tiré de l'album I Thought It Was Morning, publié par Discount Horse Records en juillet et décrit par "The Girls Are" comme "un début exceptionnellement assuré " L’album a été auto-enregistré et comprenait de nouvelles versions de pistes EP ainsi qu’une collaboration avec l’ancien claviériste et artiste solo de King Blues, Perkie. Une vidéo promotionnelle du morceau "(BBQ)" accompagnait la sortie de l'album, réédité au Japon et au Canada l'année suivante,; "Shut" était également publié sur vinyle au Canada.
En 2014, le groupe publie un album avec Spoonboy sur Lauren Records, en Californie,, soutenu par une tournée américaine incluant des apparitions au festival Plan-It X et au New York Popfest. Une vidéo promotionnelle est parue pour le titre "Sugar-Coated".
En 2015, Colour Me Wednesday a fait son retour au festival Indietracks, rejoint par la nouvelle batteuse Jaca Freer (également de Ay Carmela!) et la guitariste Laura Ankles (également de ¡Ay Carmela! / Block Fort / Daniel Versus The World ). Cette formation a publié ses premiers enregistrements en 2016 sous le titre Anyone and Everyone, disponible sur plusieurs formats au Royaume-Uni, aux États-Unis, en France et au Japon (dans le cadre de la compilation Incompatible 2670 Records). Le PE était soutenu par une tournée européenne et britannique et par une vidéo promotionnelle de la piste principale "Don't Tell Anyone", que le groupe avait également joué au Madrid Popfest.
En 2017, le groupe Colour Me Wednesday a effectué une tournée avec Lemuria. Ils ont également joué avec Waxahatchee, Laura Stevenson, Kate Nash, Grace Petrie, Doe, LVL UP, the Homosexuals, Thee Faction et Josie Long. Également en 2017, ils ont mis en ligne un nouveau morceau en ligne, une version de "Cool for the Summer" de Demi Lovato. Plus tard cette année-là, leur premier album fut réédité en Indonésie.
En 2018, Colour Me Wednesday a publié son deuxième album, Counting Pennies in the Afterlife, produit par MJ of Hookworms. Le single "Sunriser" est sorti en mai avec une vidéo d'accompagnement. En outre, un des titres de "Don't Tell Anyone", précédemment publié, et du nouveau "Blossom" côté b, est sorti en avril sur le label américain American Laundromat.
Colour Me Wednesday a été comparé musicalement à des artistes contemporains tels que Lemuria et Waxahatchee et à des groupes indépendants plus anciens tels que the Sundays, the Popguns, the Breeders et the Blake Babies, et lyriquement à ONSIND ainsi qu'à de nouveaux groupes politiques indépendants. comme le Clash, le Jam et les Housemartins.
La guitariste Harriet Doveton est également bassiste pour The Tuts. Jen Doveton joue également et enregistre sous le nom de Baby Arms. Laura Ankles joue également dans Sugar Rush!